# Copa América 1927
Copa América 1927 – jedenaste mistrzostwa kontynentu południowoamerykańskiego, odbyły się w dniach 30 października – 27 listopada 1927 roku po raz pierwszy w Peru. Reprezentacja tego kraju zadebiutowała na tym turnieju w rozgrywkach Copa América. Reprezentacje: Chile, Brazylii i Paragwaju wycofały się. Do rozgrywek przystąpiły cztery reprezentacje. Grano systemem każdy, z każdym, a o zwycięstwie w turnieju decydowała końcowa tabela. Zwycięzca i druga drużyna turnieju kwalifikowały się jednocześnie do Igrzysk Olimpijskich w Amsterdamie 1928.

## Uczestnicy

### Argentyna
| Zawodnik                 | Klub                          |
| ------------------------ | ----------------------------- |
| Ludovico Bidoglio        | Boca Juniors                  |
| Angel Bossio             | Talleres Buenos Aires         |
| Alfredo Carricaberry     | San Lorenzo de Almagro        |
| Octavio Juan Díaz        | Rosario Central               |
| Juan Evaristo            | CS Palermo                    |
| Manuel Ferreira          | Estudiantes La Plata          |
| José Hipólito Fossa      | San Lorenzo de Almagro        |
| Segundo Luna             | Mitre Santiago del Estero     |
| Juan José Maglio         | San Lorenzo de Almagro        |
| Luis Fernando Monti      | San Lorenzo de Almagro        |
| Pedro Ochoa Baigorri     | Racing Club de Avellaneda     |
| Raimundo Bibiani Orsi    | CA Independiente              |
| Humberto Juan Recanatini | Sportivo Almagro Buenos Aires |
| Manuel Seoane            | CA Independiente              |
| Adolfo Bernabé Zumelzú   | CS Palermo                    |
| Trener: José Lago Millón |                               |

### Boliwia
| Zawodnik                      | Klub |
| ----------------------------- | ---- |
| Mário Alborta Velasco         | ?    |
| Jesús Bermúdez                | ?    |
| José Bustamante               | ?    |
| Casiano José Chavarría        | ?    |
| Diógenes Lara                 | ?    |
| N. Malpartida                 | ?    |
| Rafael Méndez                 | ?    |
| Froilán Pinilla               | ?    |
| Armando Renjel                | ?    |
| Renato Sáinz                  | ?    |
| Carlos Soto                   | ?    |
| Jorge Soto                    | ?    |
| José Toro                     | ?    |
| Jorge Luis Valderrama         | ?    |
| Trener: Jorge Luis Valderrama |      |

### Peru
| Zawodnik                | Klub                          |
| ----------------------- | ----------------------------- |
| Segundo Aranda          | Italiano Lima                 |
| Leopoldo Basurto        | Association Lima              |
| Esteban Dagnino         | Atlético Chalaco Callao       |
| Filomene García         | Alianza Lima                  |
| Jorge Koochoi Sarmiento | Alianza Lima                  |
| José María Lavalle      | Alianza Lima                  |
| Antonio Maquilón        | Italiano Lima                 |
| Alberto Montellanos     | Alianza Lima                  |
| Carlos Moscoso          | Association Lima              |
| Adolfo Muro             | Italiano Lima                 |
| Demetrio Neyra          | Alianza Lima                  |
| Jorge Pardón            | Italiano Lima                 |
| Alfonso Saldarriaga     | Atlético Chalaco Callao       |
| Eugenio Segala          | Alianza Lima                  |
| Santiago Ulloa          | Sportivo Tarapacá Ferrocarril |
| Alejandro Villanueva    | Alianza Lima                  |
| Trener: Pedro Olivieri  |                               |

### Urugwaj
| Zawodnik               | Klub                      |
| ---------------------- | ------------------------- |
| José Leandro Andrade   | Club Nacional de Football |
| Juan Peregrino Anselmo | CA Peñarol                |
| Juan Pedro Arremón     | CA Peñarol                |
| Venancio Bartibás      | Central Montevideo        |
| Ramón Bucetta          | Club Nacional de Football |
| Adhemar Canavessi      | CA Bella Vista            |
| Miguel Capuccini       | Montevideo Wanderers      |
| Héctor Castro          | Club Nacional de Football |
| Santiago Celsi         | Defensor Sporting         |
| Lorenzo Fernández      | Capurro Montevideo        |
| Roberto Figueroa       | Montevideo Wanderers      |
| Andrés Mazali          | Club Nacional de Football |
| Pedro Petrone          | Club Nacional de Football |
| Antonio Sacco          | CA Peñarol                |
| Héctor Pedro Scarone   | Club Nacional de Football |
| Domingo Tejera         | Montevideo Wanderers      |
| José Vanzzino          | Club Nacional de Football |
| Trener: Luis Grecco    |                           |

## Mecze

### Argentyna–Boliwia
| ARGENTYNA – BOLIWIA 7:1 (5:1) |
| --- |
| 30 października 1927, Lima, Estadio Nacional (widzów 15 000)                                                                                   |
| Sędzia: Benjamín Fuentes |
| ARGENTYNA: Díaz – Bidoglio, Recanattini – Evaristo, Monti, Fossa – Carricaberry, Ochoa, Ferreira, Seoane, Luna                                 |
| BOLIWIA: Bermúdez – Lara, Chavarría – J.Soto, Renjel, Valderrama – C.Soto, Méndez, Sáinz, Bustamante, Alborta                                  |
| Bramki: 1:0 Luna 18, 2:0 Carricaberry 20, 3:0 Recanattini 24 k, 4:0 Seoane 29, 5:0 Carricaberry 36, 5:1 Alborta 42, 6:1 Luna 56, 7:1 Seoane 79 |

### Urugwaj–Peru
| URUGWAJ – PERU 4:0 (0:0)                                                                                          |
| --- |
| 1 listopada 1927, Lima, Estadio Nacional (widzów 22 000)                                                          |
| Sędzia: Consolato Nay Foino                                                                                       |
| URUGWAJ: Capuccini – Canavessi, Tejera – Andrade, Fernández, Vanzzino – Arremón, Sacco, Castro, Anselmo, Figueroa |
| PERU: Pardón – Saldarriaga, Moscoso – Basurto, García, Ulloa – Muro, Villanueva, Aranda, Montellanos, Lavalle     |
| Bramki: 1:0 Ulloa 49 s, 2:0 Sacco 52, 3:0 Sacco 71, 4:0 Castro 75                                                 |

### Urugwaj–Boliwia
| URUGWAJ – BOLIWIA 9:0 (3:0) |
| --- |
| 6 listopada 1927, Lima, Estadio Nacional (widzów 6000)                                                                                                   |
| Sędzia: Benjamín Fuentes |
| URUGWAJ: Capuccini – Bucetta, Tejera – Andrade, Fernández, Vanzzino – Arremón, Petrone, Castro, Scarone, Figueroa                                        |
| BOLIWIA: Bermúdez – Lara, Chavarría – Pinilla, Renjel, J.Soto – C.Soto, Méndez, Toro, Bustamante, Alborta                                                |
| Bramki: 1:0 Petrone 18, 2:0 Figueroa 19, 3:0 Arremón 43, 4:0 Petrone 65, 5:0 Figueroa 67, 6:0 Castro 68, 7:0 Figueroa 69, 8:0 Petrone 81, 9:0 Scarone 86 |

### Peru–Boliwia
| PERU – BOLIWIA 3:2 (3:2)                                                                                                |
| --- |
| 13 listopada 1927, Lima, Estadio Nacional (widzów 14 000)                                                               |
| Sędzia: Alberto Parodi                                                                                                  |
| PERU: Pardón – Saldarriaga, Moscoso – Maquilón, Dagnino, Ulloa – Neyra, Koochoi Sarmiento, Aranda, Montellanos, Lavalle |
| BOLIWIA: Bermúdez – Lara, Chavarría – J.Soto, Renjel, Valderrama – Malpartida, Méndez, Toro, Bustamante, Alborta        |
| Bramki: 0:1 Bustamante 13, 0:2 Bustamante 14, 1:2 Neyra 31, 2:2 Koochoi Sarmiento 41, 3:2 Montellanos 43                |

### Argentyna–Urugwaj
| ARGENTYNA – URUGWAJ 3:2 (0:1)                                                                                       |
| --- |
| 20 listopada 1927, Lima, Estadio Nacional (widzów 26 000)                                                           |
| Sędzia: David Thurner                                                                                               |
| ARGENTYNA: Díaz – Bidoglio, Recanattini – Evaristo, Monti, Zumelzú – Carricaberry, Maglio, Ferreira, Seoane, Luna   |
| URUGWAJ: Capuccini – Tejera, Canavessi – Andrade, Fernández, Vanzzino – Arremón, Petrone, Castro, Scarone, Figueroa |
| Bramki: 0:1 Scarone 33, 1:1 Recanattini 56 k, 2:1 Luna 70, 2:2 Scarone 79, 3:2 Canavessi 85 s                       |

### Argentyna–Peru
| ARGENTYNA – PERU 5:1 (5:1) |
| --- |
| 27 listopada 1927, Lima, Estadio Nacional (widzów 15 000)                                                                     |
| Sędzia: Victorio Gariboni |
| ARGENTYNA: Bossio – Bidoglio, Recanattini – Evaristo, Monti, Zumelzú – Carricaberry, Maglio, Ferreira, Seoane, Orsi           |
| PERU: Pardón – Saldarriaga, Moscoso – Maquilón, Dagnino, Basurto – Neyra, Koochoi Sarmiento, Villanueva, Montellanos, Lavalle |
| Bramki: 1:0 Ferreira 1, 1:1 Villanueva 3, 2:1 Maglio 22, 3:1 Maglio 25, 4:1 Ferreira 30, 5:1 Carricaberry 38                  |

## Podsumowanie

### Wyniki
Wszystkie mecze rozgrywano w Limie na stadionie Estadio Nacional del Perú
| Argentyna | 7 – 1 (5-1) | Boliwia   |
| Peru      | 0 – 4 (0-0) | Urugwaj   |
| Urugwaj   | 9 – 0 (3-0) | Boliwia   |
| Peru      | 3 – 2 (3-2) | Boliwia   |
| Argentyna | 3 – 2 (0-1) | Urugwaj   |
| Peru      | 1 – 5(1-5)  | Argentyna |

### Końcowa tabela
| Poz | Klub      | Mecze | Zw | Rem | Por | Pkt | BrZd | BrStr |
| --- | --------- | ----- | -- | --- | --- | --- | ---- | ----- |
| 1   | ARGENTYNA | 3     | 3  | 0   | 0   | 6   | 15   | 4     |
| 2   | URUGWAJ   | 3     | 2  | 0   | 1   | 4   | 15   | 3     |
| 3   | PERU      | 3     | 1  | 0   | 2   | 2   | 4    | 11    |
| 4   | BOLIWIA   | 3     | 0  | 0   | 3   | 0   | 3    | 19    |

Jedenastym triumfatorem turnieju Copa América został po raz trzeci zespół Argentyny. Zwycięzca i druga drużyna – Urugwaj zakwalifikowali się na Igrzyska Olimpijskie zdobywając tam, odpowiednio- srebrny i złoty medal.

### Strzelcy bramek
| Gole       | Piłkarze                                                          |
| ---------- | ----------------------------------------------------------------- |
| 3          | Carricaberry, Luna Figueroa, Scarone, Petrone                     |
| 2          | Ferreira, Maglio, Recanattini, Seoane Bustamante Castro, Sacco    |
| 1          | Alborta Koochoi Sarmiento, Montellanos, Neyra, Villanueva Arremón |
| Samobójczy | Ulloa (dla Urugwaju) Canavessi (dla Argentyny)                    |

### Sędziowie
| Mecze | Sędziowie                                                          |
| ----- | ------------------------------------------------------------------ |
| 2     | Benjamín Fuentes                                                   |
| 1     | David Thurner Consolato Nay Foino Victorio Gariboni Alberto Parodi |